# Żurbin (przystanek kolejowy)
Żurbin (biał. Журбін; ros. Журбин) – przystanek kolejowy w pobliżu miejscowości Żurbin, w rejonie kościukowickim, w obwodzie mohylewskim, na Białorusi. Położony jest na linii Orsza – Krzyczew – Uniecza. Jest to ostatni białoruski punkt zatrzymywania się pociągów przed granicą z Rosją.